# JEAN GIROD
Jean GIROD l'un des meilleurs ingénieur du son en concerts live a travaillé avec bons nombres d'artistes français et étrangers pendant des années. Il a effectué de nombreuses en tournées en France, en Europe, en Afrique et dans le monde.
Il a collaboré aussi bien localement avec des musiciens de bals, qu'avec des artistes internationaux de tout premier plan. Vous trouverez la liste ci-dessous
Il a également travaillé sur de nombreux grands festivals de jazz, de musique Rock, et bien d'autres événements musicaux.
Jean GIROD a été reconnu pour son expertise pointue en matière de sonorisation de concerts en direct. Il a été impliqué dans de nombreux développements technologiques dans ce domaine. Il a été un pionnier dans l'utilisation de systèmes de sonorisation avancés pour créer des expériences sonores de qualité pour les spectateurs. Il a souvent fait preuve d’inventivité pour l’utilisation d’effets spéciaux (écho, réverbe, flanger, etc...)
Sa contribution à l'industrie de la musique en direct a été saluée par de nombreux artistes et techniciens du son, qui ont reconnu son talent et son engagement envers la qualité sonore.
Il reste un modèle pour les ingénieurs du son actuels. Il est considéré comme l'un des meilleurs ingénieurs du son de l'histoire de la musique live pendant plus de 2 décennies des années 1970 à 1992.
Il a notamment travaillé avec bon nombre d'artistes de tout premier plan et grâce à son talent et à son expertise, il a contribué à la réussite de nombreux spectacles et tournées ou il a ainsi établi sa réputation en tant qu'ingénieur du son de renom.
Il a également travaillé sur des albums studio pour certains de ces artistes, ce qui a permis à leur musique de prendre vie sur scène. Il était connu pour son attention aux détails et son souci de la qualité, ce qui a contribué à l'expérience de concert inoubliable pour les fans.
Son travail a marqué l'histoire de la musique aussi bien en europe que dans le monde ou il est considéré comme l'un des meilleurs ingénieurs du son de sa génération. Il a laissé derrière lui un héritage musical qui continue d'influencer les musiciens et les ingénieurs du son d'aujourd'hui.
Il a était reconnu pour sa capacité à produire des concerts en direct avec une qualité sonore exceptionnelle. Il était un expert en matière de mélange sonore et de réglage des équipements de sonorisation. Il a largement contribué à développer de nouvelles techniques pour la production de concerts en direct. Il a été largement reconnu pour son travail sur les productions sonores en direct en concert live ainsi que pour des événements internationaux.
Aujourd'hui, il reste considéré comme l'un des meilleurs ingénieurs du son de l'histoire et est largement respecté par les professionnels de l'industrie musicale. Son travail continue de inspirer les générations futures de professionnels de l'industrie musicale.
INGENIEUR DU SON FREELANCE SPECTACLES ET TOURNEES DE 1971 à 1992
TOURNEURS et PRODUCTEURS
SOUND LIGHT FRANCE - KCP - MAX HAUER - MARROUANI - BARCLAY - NORBERT SADA - INO SAADA - GEORGES CRESPIN ORGANISATION - GERARD LOUVIN - PAUL BOESCHER - STUDIO WILLY LEVY -
CHANTEURS - GROUPES - ARTISTES
MIKE BRANT
DALIDA
THIERRY LE LURON
GERARD LENORMAND
YVES HEUZET
JACQUES MARTIN
GROUPE ANTI STATIC
GROUPE ANATOLE
JEAN CLAUDE ANOUX
SERGE REGGIANI
STONE ET CHARDEN
GILBERT MONTAGNE
NICOLETTA
PATRICK JUVET
JOHNNY HALLIDAY
CLAUDE FRANCOIS
MICHEL SARDOU
GERARD LENORMAND
FETE DE L'HUMA
JEAN JACQUES DEBOUT
ALAIN CHAMFORT
PIERRE VASSILIU
FREDERIC FRANCOIS
THIERRY LE LURON
MICHEL JONAZ
C GEROME
IL ETAIT UNE FOIS
MARTIN CIRCUS
FRANCOIS VALERY
ALAIN BARRIERE
EDDY MITCHEL
DICK RIVERS
PATRICIA LAVILLA
AU BONHEUR DES DAMES
BOB DICKSON
GIPSY CORPORATION ORCHESTRA
BIMBO JET
CLAUDE BOLLING
RAY CHARLES
JEAN VALLEE
NICOLE CROISILLE
MICHEL FUGAIN
DANIEL GUICHARD
ROLLING STONES
LE GROUPE ICE
ZOUK MACHINE
EXPERIENCE 7
LOVE MACHINE
JIMMY CLIFF
FLAMIN GROOVIES
COMEDIE MUSICALE MAY FLOWER
M'BAMINA
IMITATEUR DE CLAUDE FRANCOIS
ORNELLA VANONI
ARRIVEE TOUR DE FRANCE
CITROEN EXPOS
CAFE CREME
YVONNE MESTRE
RIKA ZARAI
MANU DI BANGO
----
JAZZ A JUAN LES PINS DU 07 AU 24 JUILLET 1974
BILLY PRESTON
DIZZY GUILEPSI
MUDDY WATERS
FREDDY KING
JOAN BAEZ
BB KING
KEITH JARRETT
JOHN Mc LAUGHLIN
MAHAVISHNU ORCHESTRA
DAVE HOLLAND QUARTET
----
BRAZIL EUROPEAN TOUR
AL JARREAU
GILBERTO GILL
JORGES BEN
----
BALS
Music and Love
Melody Blues
Les Clayers
Les Carls Blues
Les Tribuns
Loving Blues
Jose Lefevre
Antistatic
Anatole
Dani Philippe
Antoine Tonini
Les Tiksy's
Les Kimber's
Johnny Monin
Terrieux